# Антоновский, Геннадий Михайлович
Генна́дий Миха́йлович Антоно́вский (1859—1903) — русский архитектор, гражданский инженер. Был курляндским губернским инженером, киевским губернским архитектором. Автор проекта и бескорыстный строитель Троицкого народного дома.

## Биография
Родился 31 августа (12 сентября) 1859 года в Санкт-Петербурге. Среднее образование получил в 1-м Петербургском реальном училище (1881, механическое отделение дополнительного класса). В 1887 году окончил по первому разряду Институт гражданских инженеров.
Сразу же со студенческой скамьи Антоновского прикомандировали к Техническо-строительному комитету МВД. Его первой практической работой стало заведование строительством зданий и дорожных сооружений Самаро-Уфимской железной дороги. В 1888–1890 годах занимался частными работами в Петербурге. В июне 1890-го был командирован в Волынскую губернию, чтобы усилить местное строительное отделение по случаю приезда на манёвры царя Александра III. В 1891–1894 годах состоял при Новгородском губернском земстве. Губернский инженер Курляндской губернии (1894–1896). Киевский губернский архитектор (с 1896 года до конца жизни).
Скончался 13 (26) августа 1903 года в Киеве от туберкулёза, похоронен на Байковом кладбище. В некрологе отмечалось: «Отличаясь высокими качествами ума, души и сердца, вдумчивый и серьёзный, рыцарски благородный и великодушный, добрейший по побуждениям своего сердца, гуманнейший по своим воззрениям, идеально честный, идеально бескорыстный – он был дорог всем, кому дороги эти свойства человеческой души».

## Отдельные реализованные проекты
В Новгороде:
- Руководство строительством каменного корпуса на 65 коек для психиатрической больницы в Колмове, 1891–1892 (по проекту И. В. Штрома).
- Яковлевская сельскохозяйственная школа с мастерскими, 1891–1892.

В Киеве: 

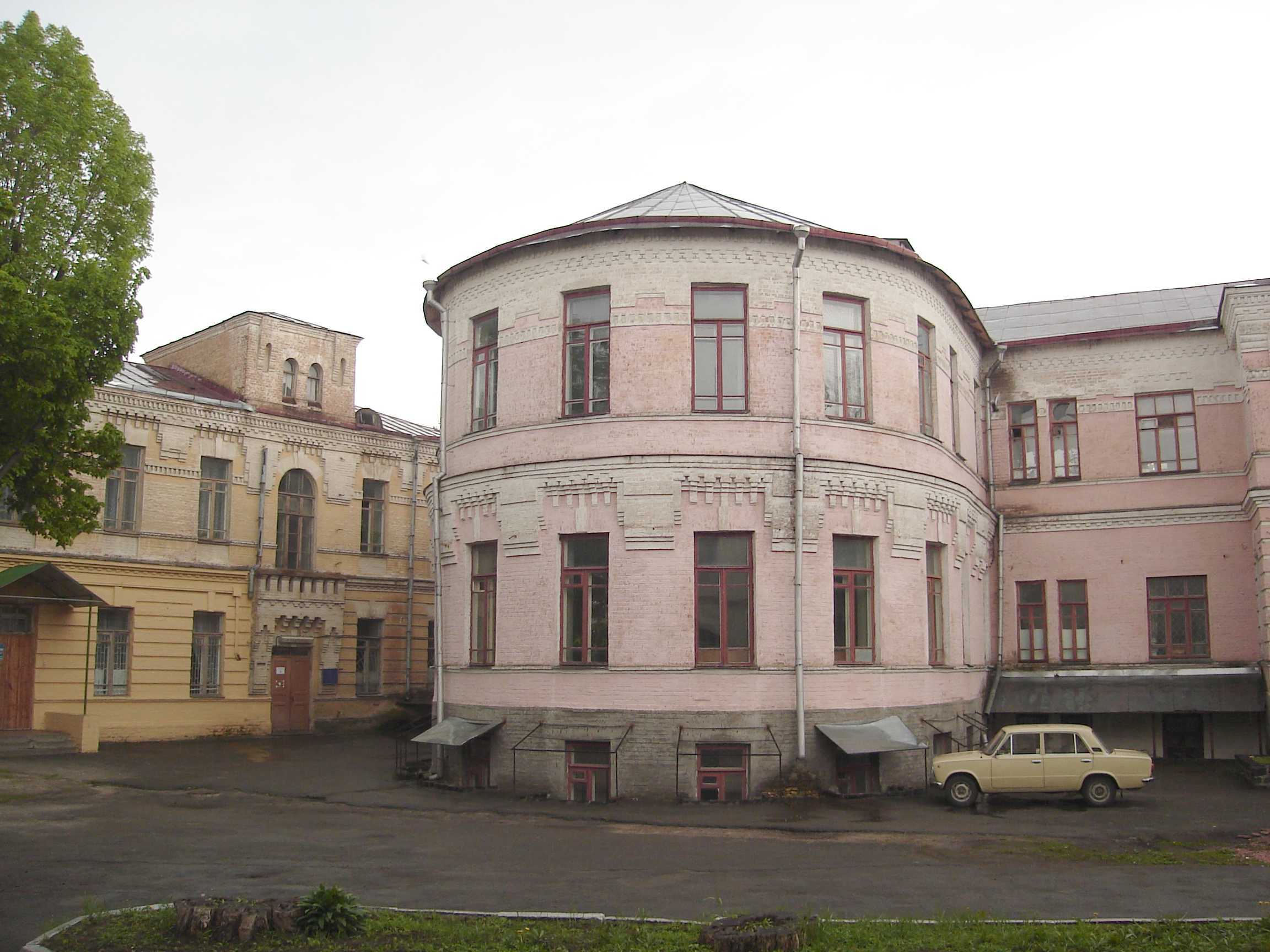
Бывший хирургический и гинекологический корпус Кирилловской больницы. Операционный блок

- Реконструкция генерал-губернаторского дворца на углу ул. Институтской и Левашёвской (Шелковичной), 1898 (не сохранился).
- Надстройка третьего этажа над частью здания Присутственных мест в Киеве по ул. Владимирской, 15, 1900 (впоследствии снова надстраивалось).
- Здание хирургического и гинекологического отделений на 150 коек с операционным блоком для Кирилловских богоугодных заведений, 1900–1901 (при участии В. А. Бессмертного; теперь в составе Кирилловской психоневрологической больницы по ул. Фрунзе, 103).
- Расширение пристройкой бывшего Дома трудолюбия по Кадетскому переулку (Гоголевской улице), 39, 1901. На первом этаже пристройки находились кухня и столовая, на втором – жилые помещения, на третьем – благотворительные мастерские.

Корпуса сельских лечебниц в Боярке и Фастове.

### Строительство Троицкого народного дома

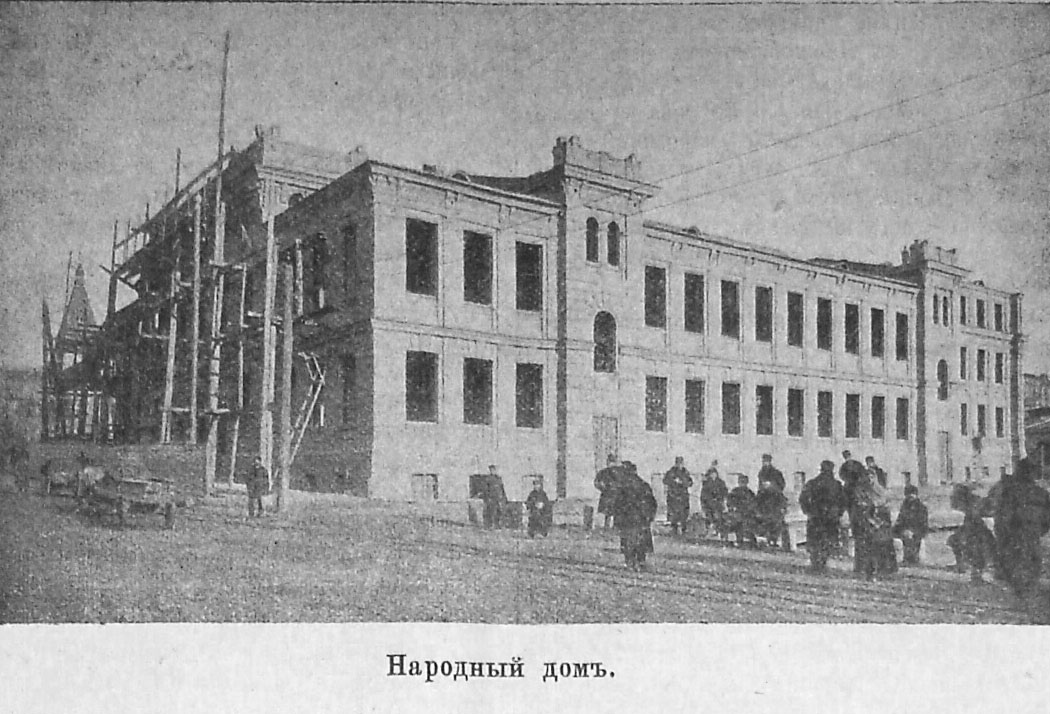
Строительство Троицкого народного дома. Февраль 1902 года

Наиболее значительной работой Г. М. Антоновского было проектирование и возведение Троицкого народного дома в Киеве на ул. Большой Васильковской (Красноармейской), 53. Инициатором создания народного дома (по сути, общедоступного клуба для широких масс) было Киевское общество грамотности. Оно располагало крайне ограниченными средствами, но предложение Общества вызвало позитивный отклик у влиятельных горожан. Муниципальные власти бесплатно отвели участок земли вблизи Троицкой приходской церкви на то время, пока здесь будет действовать народный дом.
Члены специальной комиссии по постройке, гражданские инженеры Николай Жуков и Геннадий Антоновский подали проекты на внутренний конкурс, победителем которого стал Антоновский. Он согласился бесплатно выполнить все необходимые чертежи и руководить строительными работами, проводившимися в 1901–1902 годах. Благодаря его бескорыстию Общество грамотности смогло безотлагательно приступить к строительству, что подтвердило основательность намерений и способствовало притоку пожертвований.
На завершающей стадии работ Г. М. Антоновский был прикован болезнью к постели, но по его просьбе руководство возведением Троицкого народного дома, также безвозмездно, приняли на себя его сотрудники по строительному отделению П. И. Голландский и В. П. Моцок. Встречаются упоминания об участии в строительстве Троицкого народного дома В. А. Осьмака, но они не подтверждены документальными источниками. Здание в основном сохранило свой первоначальный облик до настоящего времени; ныне — Киевский национальный академический театр оперетты.